# Blue Mountain Peak
Der Blue Mountain Peak ist mit 2256 m der höchste Berg Jamaikas. Er gehört zur etwa 50 km langen Gebirgskette der Blue Mountains, die nach den blauen Dunstschleiern benannt sind, die in den Morgenstunden ihre Gipfel zieren. Sie liegt im Osten der Insel, nahe der Hauptstadt Kingston. Rund um den Blue Mountain Peak erstreckt sich der Blue Mountains-John Crow National Park. Die Gebirgsregion ist berühmt für die Kaffeesorte Blue Mountain, die wegen des kühleren, regenreichen Klimas besonders gut gedeiht.